# Rosalind von Schirach
Rosalind von Schirach (* 21. April 1898 in Berlin; † 13. Dezember 1981 in München), Pseudonym Rosa Lind, war eine deutsche Opernsängerin (Sopran).

## Leben
Rosalind von Schirachs Vater Carl von Schirach war Intendant des Nationaltheaters Weimar (1909–1918) und des Nassauischen Landestheaters Wiesbaden (1933–1943). Ihr Bruder war der spätere NS-Reichsjugendführer Baldur von Schirach.
Ihre Ausbildung übernahm hauptsächlich der Berliner Gesangspädagoge Albert Wermuth. 
Sie war von 1920 bis 1925 unter ihrem Künstlernamen Rosa Lind am Opernhaus Leipzig, anschließend von 1925 bis 1928 am Nationaltheater Mannheim als Koloratursopranistin engagiert. Nach einem Fachwechsel ins lyrische und lyrisch-dramatische Fach war sie unter ihrem eigentlichen Namen Rosalind von Schirach von der Spielzeit 1930/31 bis zum Ende der Spielzeit 1934/35 Mitglied der Städtischen Oper Berlin. In der Spielzeit 1930/31 war sie dort jeweils in Neuinszenierungen als Inès in Die Afrikanerin und als Diemut in Feuersnot besetzt. In einer auf die Jahre 1930 bis 1932 verteilten Ring-Neuproduktion war sie als Freia, Helmwige, Waldvogel und Gutrune zu hören. Im Januar 1932 übernahm sie die Antonia in einer Premierenproduktion der wenige Wochen zuvor uraufgeführten Oper Friedemann Bach von Paul Graener. In der Spielzeit 1932/33 war sie die Rosine in einer Neuproduktion der Oper Oberst Chabert von Hermann Wolfgang von Waltershausen. In der Spielzeit 1932/33 sang sie außerdem unter der musikalischen Leitung von Max von Schillings die Eva in einer Neuinszenierung der Oper Die Meistersinger von Nürnberg. In der Spielzeit 1933/34 übernahm sie die Rolle der Mona Fiordalisa in einer Neuinszenierung der Oper Mona Lisa.
1935 gastierte sie an der Covent Garden Opera in London in der Rolle der Gutrune in Wagners Götterdämmerung. Weiterhin gastierte sie an der Münchner Staatsoper (1935), an der Oper Köln (1935) und 1936 nochmals am Nationaltheater Mannheim. 1931 trat sie bei den Bayreuther Festspielen als Freia in Das Rheingold und als Gutrune auf; außerdem sang sie eines der Blumenmädchen im Parsifal. 1934 gastierte sie bei der Waldoper Zoppot, wo sie große Erfolge als Sieglinde in Die Walküre und als Eva in Die Meistersinger von Nürnberg hatte. Sie trat auch als Konzert- und Liedsängerin hervor und wirkte in Sendungen des Reichssenders Berlin, des Reichssenders Köln, des Reichssenders München und des Reichssenders Stuttgart mit. 
Rosalind von Schirachs Karriere im Nationalsozialismus blieb begrenzt, da sie im Gegensatz zu ihrem Bruder der nationalsozialistischen Bewegung zurückhaltend und eher ablehnend gegenüberstand. Sie trat gleichwohl im April 1933 der NSDAP bei; ihr Eintritt wurde zwei Jahre später auf Mai 1932 rückdatiert (Mitgliedsnummer 1.060.401). Der Versuch, ab 1936 in den USA künstlerisch Fuß zu fassen, misslang, da man ihr aufgrund der politischen Funktion ihres Bruders mit scharfem Boykott begegnete. 1939 kehrte sie nach Deutschland zurück. 1940 trat sie zum Zwecke der Kulturpropaganda des Dritten Reichs als Konzertsolistin mit dem Philharmonischen Orchester Berlin bei Konzerten in den besetzten Ländern Niederlande, Belgien und Frankreich auf, 1941 gab sie in Oslo einen Gesangsabend. 1943 ließ sie sich in Weimar nieder, um ihren Vater zu pflegen, der 1949 verstarb. 1950 zog sie nach Wiesbaden und arbeitete zunächst als Gesangspädagogin, später als Übersetzerin von englischsprachigen Texten. 1968 siedelte sie in die USA über, heiratete dort einen Jugendfreund, den österreichischen Diplomaten Viktor Borosini Edler von Hohenstern, und lebte bis zu dessen Tod in Pasadena. Sie kehrte 1976 in die Bundesrepublik Deutschland zurück und bezog ein Seniorenheim in München.

## Tondokumente
Im November 1933 nahm Schirach vier Titel für das Label Odeon auf: zwei Arien von Mozart (aus Figaros Hochzeit und Die Zauberflöte auf Odeon O-11964) und zwei Szenen von Wagner (aus Tannhäuser und Lohengrin auf Odeon O-11950). Das Begleitorchester dirigierte Wilhelm Franz Reuss.